# 大霍米利沙
49°33′14″N 36°15′14″E / 49.55389°N 36.25389°E
大霍米利沙（烏克蘭語：Велика Гомільша）是位於烏克蘭東部的村莊，由哈爾科夫州丘胡伊夫区的茲米伊夫市鎮負責管轄。該村始建於1640年，面積1.3平方公里，海拔高度131米，2001年人口466，人口密度每平方公里358.7人。